# Abdirizak Waberi
Abdirizak Waberi (* 7. Mai 1966 in Somalia) ist ein in Somalia geborener schwedischer Politiker der Gemäßigten Sammlungspartei (schw. Moderata samlingspartiet).
In der Wahl zum Schwedischen Reichstag 2010 zog er als Repräsentant der Gemeinde Göteborg in diesen ein. Waberi ist Mitglied im Verteidigungsausschuss des Parlaments. Er ist auch Leiter diverser islamischer Organisationen, so ist er seit November 2009 Vorstandsmitglied des Islamischen Verbandes in Schweden (Islamiska förbundet i Sverige, IFiS).
Weiters amtiert er als Schulleiter in der umstrittenen Privatschule Römosseskolan in Göteborg. Es steht auch von Seiten der dortigen Schulaufsichtsbehörde der Vorwurf im Raum, es würden Mädchen schlechtere Noten erhalten, weil sie im Schnitt bessere Schülerinnen wären.
Waberi ist verheiratet und lebt in Angered. Er hat fünf Kinder.